# Golanka Dolna
Golanka Dolna – wieś w Polsce położona w województwie dolnośląskim, w powiecie legnickim, w gminie Prochowice.
Przez miejscowość przebiega droga krajowa DK94.

## Podział administracyjny
W latach 1975–1998 miejscowość administracyjnie należała do województwa legnickiego.

## Zabytki
Do wojewódzkiego rejestru zabytków wpisany jest:
- kościół filialny pw. Matki Boskiej Królowej Polski, murowano-drewniany, z XV w., przebudowany w XVIII w.